# 9초, 영원의 시간
《9초, 영원의 시간》은 네이버 TV에서 2015년 9월 30일부터 2015년 10월 3일까지 공개된 웹드라마로, TV캐스트에 선공개 후 KBS 1TV을 통해 심야시간대에 방영하였다.

## 등장 인물

### 주요 인물
- 이주승 : 강유찬 역
- 나해령 : 유소라 역
- 이재형 : 강석영 역
- 후지이 미나 : 미나 역
- 박리디아 : 소라의 어머니 역

### 그 외
- 김민수 : 경석 역
- 김솔빈 : 경찰 역
- 황병효 : 경석무리1 역
- 권진우 : 경석무리2 역
- 방수현 : 중고카메라매장 주인 역
- 윤세은 : 비누방울커플 여 역
- 김서후 : 비누방울커플 남 역
- 손성찬
- 서아현

### 특별출연
- 이용승[1] : 편의점 주인 역

## 회차별 부제
| 회차 | 업로드 일자     | 부제             | 런닝 타임 |
| ---- | --------------- | ---------------- | --------- |
| 1화  | 2015년 9월 30일 | 우연이 만든 인연 | 12:16     |
| 2화  | 2015년 9월 30일 | 또 다른 시작     | 14:22     |
| 3화  | 2015년 10월 1일 | 한걸음 더 가까이 | 14:54     |
| 4화  | 2015년 10월 1일 | 멈추고 싶은 순간 | 12:24     |
| 5화  | 2015년 10월 2일 | 아름다운 슬픔    | 10:54     |
| 6화  | 2015년 10월 2일 | 우리만의 시간    | 12:28     |
| 7화  | 2015년 10월 3일 | 언제나 내곁에    | 15:14     |